# Samoa na Letnich Igrzyskach Paraolimpijskich 2016
Samoa na Letnich Igrzyskach Paraolimpijskich 2016 w Rio de Janeiro reprezentowało dwoje lekkoatletów, którzy nie zdobyli żadnego medalu. Był to piąty występ reprezentacji Samoa na igrzyskach paraolimpijskich (po startach w latach 2000, 2004, 2008 i 2012).
Chorążym reprezentacji podczas ceremonii otwarcia igrzysk była Maggie Aiono.

## Wyniki

### Lekkoatletyka
Kobiety
| Zawodniczka  | Konkurencja      | Finał    | Finał   | Źródło |
| Zawodniczka  | Konkurencja      | Rezultat | Miejsce | Źródło |
| ------------ | ---------------- | -------- | ------- | ------ |
| Maggie Aiono | rzut dyskiem F44 | 19,56 m  | 11      | [ 3 ]  |

Mężczyźni
| Zawodnik      | Konkurencja      | Finał    | Finał   | Źródło |
| Zawodnik      | Konkurencja      | Rezultat | Miejsce | Źródło |
| ------------- | ---------------- | -------- | ------- | ------ |
| Alefosio Laki | rzut dyskiem F37 | 33,53 m  | 12      | [ 4 ]  |